# San Pedro de Laroá
Laroá (llamada oficialmente San Pedro de Laroá) es una parroquia del municipio español de Ginzo de Limia, en la provincia de Orense, Galicia.

## Historia
Hasta la década de 1920, la parroquia perteneció al municipio de Moreiras, que se incorporó al de Ginzo de Limia.

## Organización territorial
La parroquia está formada por tres entidades de población:
- Paredes
- Rebordachá (Rebordechá)
- San Pedro

## Demografía
| Gráfica de evolución demográfica de Laroá entre 2000 y 2022 |
|                                                             |
| Datos según el nomenclátor publicado por el INE.            |